# Marrocos nos Jogos Olímpicos de Inverno de 1988
O Marrocos participou dos Jogos Olímpicos de Inverno de 1988 em Calgary, no Canadá. Foi a terceira participação do país em Jogos Olímpicos de Inverno.

## Desempenho

### Esqui alpino
| Atleta             | Evento                   | Descida 1 | Descida 2 | Total   | Total |
| Atleta             | Evento                   | Descida 1 | Descida 2 | Tempo   | Pos.  |
| ------------------ | ------------------------ | --------- | --------- | ------- | ----- |
| Ahmad Ouachit      | Slalom gigante masculino | DSQ       | DSQ       | DSQ     | DSQ   |
| Ahmed Ait Moulay   | Slalom gigante masculino | DSQ       | DSQ       | DSQ     | DSQ   |
| Lotfi Housnialaoui | Slalom gigante masculino | DSQ       | DSQ       | DSQ     | DSQ   |
| Ahmad Ouachit      | Slalom masculino         | 1:19.17   | 1:12.36   | 2:31.53 | 41º   |
| Ahmed Ait Moulay   | Slalom masculino         | 1:20.36   | 1:12.81   | 2:33.17 | 42º   |
| Lotfi Housnialaoui | Slalom masculino         | 1:35.61   | 1:14.03   | 2:49.64 | 47º   |

Legenda
| Recorde mundial      | Recorde mundial (World record)               |                       | Recorde africano                      | Recorde africano (African) |                                           | Q | Classificado por posição (Qualified) |
| Recorde olímpico     | Recorde olímpico (Olympic record)            | Recorde da América    | Recorde da América (Americas)         | q                          | Classificado por melhor tempo (Qualified) |   |                                      |
| Melhor marca do ano  | Melhor marca do ano (World leading)          | Recorde asiático      | Recorde asiático (Asian)              | DNS                        | Não largou (Did not start)                |   |                                      |
| Recorde nacional     | Recorde nacional (National record)           | Recorde europeu       | Recorde europeu (European)            | DNF                        | Não terminou (Did not finish)             |   |                                      |
| Recorde pessoal      | Recorde pessoal do atleta (Personal best)    | Recorde da Oceania    | Recorde da Oceania (Oceania)          | DSQ / DQ                   | Desclassificado (Disqualified)            |   |                                      |
| Recorde da temporada | Recorde da temporada do atleta (Season best) | Recorde sul-americano | Recorde sul-americano (South America) | NM                         | Sem marca (No mark)                       |   |                                      |